# 阮何宏
阮何宏（越南语：／；1895年—？年），越南阮朝官員。

## 生平
阮何宏是廣南省奠磐府延福縣夏農總羅瓜社（今屬廣南省奠磐市社）人，成泰七年（1895年）出生，曾在鄉試中考中秀才。啟定四年（1919年），阮朝開最後一科會試，阮何宏以秀才身份應試，庭試考中副榜。後任兵部承派、慕德知府。保大十七年（1942年），升慶和按察使，後改任廣義按察使。